# Oili
Oili  ist ein weiblicher Vorname.

## Herkunft und Bedeutung
Der Name ist die finnische Form von Olga.

## Bekannte Namensträgerinnen
- Oili Tanninen (1933–2024), finnische Illustratorin und Kinderbuchautorin